# Die Rosenschlacht
Die Rosenschlacht (Originaltitel The Roses, auch The War of the Roses) ist eine Tragikomödie von Jay Roach. Der Film mit Olivia Colman und Benedict Cumberbatch in den Hauptrollen ist ein Remake von Der Rosenkrieg von Danny DeVito aus dem Jahr 1989. Die Rosenschlacht soll Ende August 2025 in die US-amerikanischen, deutschen und Schweizer Kinos kommen und Anfang September 2025 im Vereinigten Königreich starten.

## Handlung
Ivy und Theo Rose führen dem Anschein nach ein Bilderbuchleben und erscheinen als perfektes Paar. Beide sind erfolgreich in ihren Jobs, haben großartige Kinder und ein beneidenswertes Sexleben. Als Theos Karriere jäh endet werden Risse in der Fassade ihres idealen Familienlebens sichtbar.

## Produktion

### Filmstab und Besetzung
Es handelt sich bei dem Film um ein Remake von Der Rosenkrieg von Danny DeVito aus dem Jahr 1989 mit Michael Douglas und Kathleen Turner in den Rollen von Oliver und Barbara Rose. Der Film basiert auf dem gleichnamigen Roman von Warren Adler.
Regie führte Jay Roach. Bekannt wurde er vor allem durch seine letzten Filme Trumbo, Der lange Weg und Bombshell – Das Ende des Schweigens. Das Drehbuch schrieb der Australier Tony McNamara, mit dem Roach bereits für Trumbo zusammenarbeitete.
Die Hauptrollen besetzte Roach mit Olivia Colman und Benedict Cumberbatch, die Ivy und Theo Rose spielen. Beide treten auch als Produzenten des Films in Erscheinung. Andy Samberg und Kate McKinnon spielen Barry und Amy, Freunde von Theo und Ivy Rose. Zur weiteren Besetzung gehören Allison Janney, Sunita Mani, Ncuti Gatwa, Jamie Demetriou, Belinda Bromilow und Zoë Chao.

### Filmmusik, Marketing und Veröffentlichung
Die Filmmusik komponierte Theodore Shapiro. Mit ihm arbeitete Roach für die meisten seiner bisherigen Filme zusammen.
Der erste Trailer wurde Mitte April 2025 veröffentlicht. Der Film soll am 28. August 2025 in die deutschen und Schweizer und am darauffolgenden Tag in die US-amerikanischen Kinos kommen. Im Vereinigten Königreich soll er am 5. September 2025 starten.